# Прапор Пуату-Шаранту
Прапор Пуату-Шаранту — прапор регіону на заході Франції.